# 萨里娜·法尔哈迪
萨里娜·法尔哈迪（波斯語：‎，羅馬化：Sarina Farhadi，1998年12月6日—），女，伊朗演员。曾获得柏林国际电影节最佳女演员银熊奖。

## 家庭
父亲阿斯哈·法哈蒂为电影导演。